# Blåbukig papegoja
Blåbukig papegoja (Triclaria malachitacea) är en fågel i familjen västpapegojor inom ordningen papegojfåglar.

## Utseende och läte
Blåbukig papegoja är en medelstor (28 cm) bjärt grön papegoja med rundad stjärt och rätt stor, hornfärgad näbb. Runt ögat syns en bar ljus ögonring. Hanen har en bred blå fläck på buken. Honan är något blekare i färgerna. Lätet består av trastlika fraser utan något särskilt mönster. I flykten hörs parakitliknande något visslande ljud.

## Utbredning och systematik
Fågeln placeras som enda art i släktet Triclaria. Den är endemisk för Brasilien där den förekommer i låglänta områden i sydöstra delen av landet, från södra Bahia till Rio Grande do Sul). Den behandlas som monotypisk, det vill säga att den inte delas in i några underarter.

## Status och hot
Arten har ett stort utbredningsområde, men tros minska i antal, dock inte tillräckligt kraftigt för att den ska betraktas som hotad. Internationella naturvårdsunionen IUCN listar arten som livskraftig (LC). Beståndet uppskattas till mellan 10 000 och 20 000 vuxna individer.